# Arturo Fernández (színművész)
Arturo Fernández Rodríguez (Gijón, 1929. február 21. – Madrid, 2019. július 4.) spanyol színész.

## Életrajz
Arturo Fernández Rodríguez 1929 február 21-én született a spanyolországi (asztúriai) Gijón városában. Karrierjét bokszolóként kezdte. 1952-ben katonai szolgálatra vonult be Logroñóba. 1967. március 21-én vette feleségül Isabel Sensát, akitől 1978-ban vált el. Három gyerekük született: Maria Isabel (1968), Arturo (1970) és Maria Dolores „Boby” (1975).
1954. évi debütálása óta számos filmben, tévésorozatban szerepelt.

## Fontosabb szerepei
- Como el perro y el gato (tv-sorozat)
- Fray Pelayo - Luis Valdemar
- Hasta siempre, Arturo Valdés! (2000) - Arturo Valdés
- Truhanes 1993-1994 (tv-sorozat) - Gonzalo Miralles (összesen 26 epizód)
- Estudio 1 1973 (tv-sorozat) - Mario